# صديقي توم المتكلم (تطبيق)
صديقي توم المتكلم (بالإنجليزية: My Talking Tom)‏، هو تطبيق حيوانات أليفة افتراضي تم إصداره بواسطة الاستوديو السلوفيني آوت فيت 7 في 11 نوفمبر 2013. إنه مشابه لتطبيق بوو والتطبيق الرابع عشر من سلسلة توم المتكلم والأصدقاء بشكل عام. لقد كانت أول لعبة آوت فيت 7 تتميز برسوم متحركة أكثر سلاسة، وتتميز بتصميم توم المتكلم الحالي. تم إصدار تطبيق مشابه يسمى صديقتي أنجيلا المتكلمة في 3 ديسمبر 2014، وتم إصدار تكملة له في 13 يوليو 2021. وتم إصدار تطبيق مشابه آخر يسمى صديقي هانك المتكلم في 2 ديسمبر 2016. تم إصدار تكملة، صديقي توم المتكلم 2 في 3 نوفمبر 2018. تم إصدار تطبيق آخر مشابه يسمى صديقي توم المتكلم وأصدقائه في 11 يونيو 2020. وكان أول تطبيق يتم إصداره تحت الاسم الجديد للامتياز.

## طريقة اللعب
الهدف من اللعبة هو رعاية قط رمادي مجسم يدعى توم والذي يمكن للاعب إعادة تسميته اختياريًا.  اللاعب مدعو لرعاية توم ومساعدته على النمو من قط صغير إلى قط كامل النمو من خلال التفاعل معه بطرق مختلفة، مثل إطعامه، وأخذه إلى الحمام، ولعب الألعاب المصغرة، ووضعه في السرير للنوم عندما يكون متعبا. يستطيع توم تكرار الكلمات المنطوقة في ميكروفون الجهاز لمدة تصل إلى 25 ثانية باستخدام صوت مركب. من خلال عمليات الشراء داخل التطبيق، أو العملة داخل اللعبة، أو عن طريق تسجيل الدخول إلى فيسبوك، هناك خيار لزيارة أصدقاء توم، أو السفر حول العالم.  باستخدام العملة الموجودة في اللعبة، يمكن شراء العديد من الأزياء والأشكال والإكسسوارات المختلفة لتلبيس توم وتخصيصه.

## جدل إعلاني غير مناسب للعمر
تم الإبلاغ عن التطبيق لأنه أعلن عن إعلانات غير مناسبة للعمر لخدمات البالغين. في عام 2015، قضت هيئة معايير الإعلان في المملكة المتحدة (ASA) بأن الإعلان عن موقع ويب للبالغين قد تم تسليمه للأطفال دون السن القانونية عبر التطبيق. لاحظت ASA أن شركة آوت فيت 7 "كان لديها سياسة إعلانية صارمة" لكن الشركة "لم تكن قادرة على تحديد شبكة الإعلانات التي عرضت إعلانًا غير مناسب للعمر على تطبيق للأطفال" وكيفية عرض الإعلانات في التطبيق.

## صديقي توم المتكلم 2
صديقي توم المتكلم 2 هو تكملة لـ صديقي توم المتكلم، تم إصداره في 8 نوفمبر 2018.

## الجوائز
- "أفضل لعبة لجهاز آي باد: الأطفال والتعليم والأسرة" في حفل توزيع جوائز تابي لعام 2014.[3]
- "أفضل لعبة لجهاز آي باد: للأطفال والتعليم والعائلة" و"أفضل لعبة أندرويد: الألغاز والبطاقات والعائلة".[4]

## روابط خارجية
- الموقع الرسمي